# Sveriges damlandskamper i ishockey under 1990-talet
Sveriges damlandskamper i ishockey under 1990-talet omfattade bland annat VM 1990 i Kanada, VM 1992 i Finland, VM 1994 i USA, VM 1997 i England, OS 1998 och VM 1999.
Det kom att bli många fjärde- och femteplatser för Sveriges damlandslag i ishockey under 1990-talet, Kanada tog nästan alltid guld, USA silver och Finland brons. I VM 1990 i Kanada, det första världsmästerskapet i ishockey för damer, kom Sverige på fjärde plats. Det var stora målskillnader under detta VM, Kanada slog Sverige med 15–1, USA slog Sverige med 10–3 och Sverige slog Japan med 11-4. Sverige kom på fjärde plats även i VM 1992 i Finland. I VM 1994 i USA VM 1997 i Storbritannien kom Sverige på femte plats. Under OS i Nagano 1998 fanns ishockey för damer för första gången med på OS-programmet och Sverige tog ännu en femteplats. I VM 1999 i Finland kom Sverige på fjärde plats.

## 1990
| Datum   | Spelplats |         |          | Resultat | Typ av match  |
| ------- | --------- | ------- | -------- | -------- | ------------- |
|         | Ottawa    | Kanada  | Sverige  | 13 – 0   | Träningsmatch |
| 19 mars | Ottawa    | Kanada  | Sverige  | 15 – 1   | VM 1990       |
| 21 mars | Ottawa    | Japan   | Sverige  | 4 – 11   | VM 1990       |
| 22 mars | Ottawa    | Sverige | Tyskland | 7 – 0    | VM 1990       |
| 24 mars | Ottawa    | USA     | Sverige  | 10 – 3   | VM 1990       |
| 25 mars | Ottawa    | Sverige | Finland  | 3 – 6    | VM 1990       |

## 1991
| Datum   | Spelplats             |                |          | Resultat | Typ av match |
| ------- | --------------------- | -------------- | -------- | -------- | ------------ |
| 16 mars | Frydek-Mistek/Havirov | Sverige        | Tjeckien | 15 – 0   | EM 1991      |
| 18 mars | Frydek-Mistek/Havirov | Storbritannien | Sverige  | 0 – 16   | EM 1991      |
| 19 mars | Frydek-Mistek/Havirov | Sverige        | Danmark  | 12 – 1   | EM 1991      |
| 21 mars | Frydek-Mistek/Havirov | Tyskland       | Sverige  | 1 – 10   | EM 1991      |
| 22 mars | Frydek-Mistek/Havirov | Sverige        | Finland  | 1 – 2    | EM 1991      |

## 1992
| Datum    | Spelplats  |         |         | Resultat              | Typ av match |
| -------- | ---------- | ------- | ------- | --------------------- | ------------ |
| 20 april | Tammerfors | Sverige | Danmark | 4 – 1                 | VM 1992      |
| 21 april | Tammerfors | Kina    | Sverige | 2 – 6                 | VM 1992      |
| 23 april | Tammerfors | Sverige | Kanada  | 1 – 6                 | VM 1992      |
| 25 april | Tammerfors | USA     | Sverige | 6 – 4                 | VM 1992      |
| 26 april | Tammerfors | Sverige | Finland | 4 – 5, efter straffar | VM 1992      |

## 1993
| Datum   | Spelplats |          |         | Resultat | Typ av match |
| ------- | --------- | -------- | ------- | -------- | ------------ |
| 25 mars | Esbjerg   | Tyskland | Sverige | 3 – 10   | EM 1993      |
| 26 mars | Esbjerg   | Sverige  | Danmark | 6 – 0    | EM 1993      |
| 27 mars | Esbjerg   | Finland  | Sverige | 8 – 2    | EM 1993      |

## 1994
| Datum       | Spelplats   |          |         | Resultat | Typ av match  |
| ----------- | ----------- | -------- | ------- | -------- | ------------- |
| 11 februari | Tammerfors  | Finland  | Sverige | 6 – 1    | Träningsmatch |
| 12 februari | Kervo       | Finland  | Sverige | 3 – 3    | Träningsmatch |
| 11 april    | Lake Placid | Sverige  | Norge   | 3 – 1    | VM 1994       |
| 12 april    | Lake Placid | Kina     | Sverige | 4 – 4    | VM 1994       |
| 14 april    | Lake Placid | Sverige  | Kanada  | 2 – 8    | VM 1994       |
| 16 april    | Lake Placid | Tyskland | Sverige | 1 – 7    | VM 1994       |
| 17 april    | Lake Placid | Norge    | Sverige | 3 – 6    | VM 1994       |

## 1995
| Datum       | Spelplats      |          |           | Resultat              | Typ av match      |
| ----------- | -------------- | -------- | --------- | --------------------- | ----------------- |
| 10 februari | Flemingsberg   | Sverige  | Finland   | 4 – 4                 | Träningsmatch     |
| 11 februari | Haninge kommun | Sverige  | Finland   | 2 – 5                 | Träningsmatch     |
| 20 mars     | Riga           | Norge    | Sverige   | 0 – 5                 | EM 1995           |
| 21 mars     | Riga           | Sverige  | Schweiz   | 7 – 0                 | EM 1995           |
| 22 mars     | Riga           | Lettland | Sverige   | 0 – 8                 | EM 1995           |
| 24 mars     | Riga           | Sverige  | Tyskland  | 7 – 1                 | EM 1995           |
| 25 mars     | Riga           | Finland  | Sverige   | 9 – 0                 | EM 1995           |
| 24 oktober  | Moskva         | Ryssland | Sverige   | 3 – 1                 | Träningsturnering |
| 25 oktober  | Moskva         | Finland  | Sverige   | 3 – 5                 | Träningsturnering |
| 27 oktober  | Moskva         | Sverige  | Frankrike | 15 – 0                | Träningsturnering |
| 28 oktober  | Moskva         | Sverige  | Finland   | 2 – 3, efter straffar | Träningsturnering |

## 1996
| Datum       | Spelplats    |          |         | Resultat | Typ av match      |
| ----------- | ------------ | -------- | ------- | -------- | ----------------- |
| 5 februari  | Älvdalen     | Sverige  | Norge   | 4 – 1    | Träningsmatch     |
| 7 februari  | Orsa         | Sverige  | Norge   | 5 – 0    | Träningsmatch     |
| 8 februari  | Örebro       | Sverige  | Norge   | 2 – 2    | Träningsmatch     |
| 9 februari  | Vermuntila   | Finland  | Sverige | 2 – 3    | Träningsmatch     |
| 10 februari | Letala       | Finland  | Sverige | 3 – 1    | Träningsmatch     |
| 11 februari | Tarvasjoki   | Finland  | Sverige | 3 – 2    | Träningsmatch     |
| 23 mars     | Jaroslavl    | Sverige  | Norge   | 6 – 3    | EM 1996           |
| 24 mars     | Jaroslavl    | Tyskland | Sverige | 2 – 2    | EM 1996           |
| 26 mars     | Jaroslavl    | Sverige  | Schweiz | 6 – 3    | EM 1996           |
| 27 mars     | Jaroslavl    | Ryssland | Sverige | 2 – 4    | EM 1996           |
| 29 mars     | Jaroslavl    | Sverige  | Finland | 2 – 1    | EM 1996           |
| 21 augusti  | Lake Placid  | USA      | Sverige | 7 – 1    | Träningsmatch     |
| 23 augusti  | Lake Placid  | USA      | Sverige | 7 – 1    | Träningsmatch     |
| 24 augusti  | Lake Placid  | USA      | Sverige | 2 – 1    | Träningsmatch     |
| 23 oktober  | Magnitogorsk | Sverige  | Finland | 3 – 3    | Träningsturnering |
| 24 oktober  | Magnitogorsk | Kanada   | Sverige | 2 – 2    | Träningsturnering |
| 25 oktober  | Magnitogorsk | Ryssland | Sverige | 2 – 0    | Träningsturnering |
| 27 oktober  | Magnitogorsk | Sverige  | Kanada  | 3 – 3    | Träningsturnering |

## 1997
| Datum       | Spelplats     |         |          | Resultat | Typ av match  |
| ----------- | ------------- | ------- | -------- | -------- | ------------- |
| 4 februari  | Ekerö         | Sverige | Finland  | 3 – 3    | Träningsmatch |
| 5 februari  | Grimsta       | Sverige | Finland  | 1 – 3    | Träningsmatch |
| 6 februari  | Grimsta       | Sverige | Finland  | 0 – 3    | Träningsmatch |
| 8 februari  | Västerhaninge | Sverige | Norge    | 9 – 0    | Träningsmatch |
| 9 februari  | Västerhaninge | Sverige | Ryssland | 4 – 2    | Träningsmatch |
| 28 mars     | Woodstock     | Japan   | Sverige  | 2 – 10   | Träningsmatch |
| 31 mars     | Brampton      | Finland | Sverige  | 5 – 0    | VM 1997       |
| 1 april     | Kitchener     | Norge   | Sverige  | 2 – 2    | VM 1997       |
| 3 april     | London        | USA     | Sverige  | 10 – 0   | VM 1997       |
| 4 april     | Kitchener     | Sverige | Schweiz  | 7 – 1    | VM 1997       |
| 6 april     | Kitchener     | Sverige | Ryssland | 3 – 1    | VM 1997       |
| 5 september | Furudal       | Sverige | USA      | 0 – 5    | Träningsmatch |
| 7 september | Orsa          | Sverige | USA      | 3 – 5    | Träningsmatch |
| 5 september | Gnesta        | Sverige | USA      | 1 – 14   | Träningsmatch |
| 16 oktober  | Calgary       | Kanada  | Sverige  | 10 – 0   | Träningsmatch |
| 17 oktober  | Saskatoon     | Kanada  | Sverige  | 6 – 1    | Träningsmatch |
| 19 oktober  | Regina        | Kanada  | Sverige  | 7 – 0    | Träningsmatch |
| 21 oktober  | Melfort       | Kanada  | Sverige  | 6 – 1    | Träningsmatch |
| 12 november | Lahtis        | Finland | Sverige  | 5 – 0    | Träningsmatch |
| 13 november | Vierumäki     | Sverige | Kanada   | 3 – 5    | Träningsmatch |
| 16 november | Tikkakoski    | Finland | Sverige  | 3 – 2    | Träningsmatch |
| 17 november | Vierumäki     | Kanada  | Sverige  | 5 – 2    | Träningsmatch |

## 1998
| Datum       | Spelplats   |          |         | Resultat | Typ av match      |
| ----------- | ----------- | -------- | ------- | -------- | ----------------- |
| 14 januari  | Vierumäki   | Finland  | Sverige | 5 – 0    | Träningsmatch     |
| 16 januari  | Helsingfors | Finland  | Sverige | 10 – 0   | Träningsmatch     |
| 17 januari  | Vierumäki   | Finland  | Sverige | 12 – 1   | Träningsmatch     |
| 2 februari  | Nagano      | Japan    | Sverige | 0 – 5    | Träningsmatch     |
| 4 februari  | Nagano      | Sverige  | Kanada  | 1 – 1    | Träningsmatch     |
| 8 februari  | Nagano      | Sverige  | Finland | 0 – 6    | OS 1998           |
| 9 februari  | Nagano      | USA      | Sverige | 7 – 1    | OS 1998           |
| 11 februari | Nagano      | Kanada   | Sverige | 5 – 3    | OS 1998           |
| 12 februari | Nagano      | Sverige  | Kina    | 1 – 3    | OS 1998           |
| 14 februari | Nagano      | Japan    | Sverige | 0 – 5    | OS 1998           |
| 24 november | Füssen      | Tyskland | Sverige | 4 – 2    | Träningsmatch     |
| 25 november | Füssen      | Tyskland | Sverige | 4 – 1    | Träningsmatch     |
| 27 november | Füssen      | Sverige  | Schweiz | 3 – 5    | Träningsturnering |
| 28 november | Füssen      | Tyskland | Sverige | 4 – 2    | Träningsturnering |
| 29 november | Füssen      | Sverige  | Finland | 0 – 14   | Träningsturnering |

## 1999
| Datum       | Spelplats      |          |          | Resultat                 | Typ av match      |
| ----------- | -------------- | -------- | -------- | ------------------------ | ----------------- |
| 14 januari  | Nyland         | Sverige  | Finland  | 4 – 3                    | Träningsmatch     |
| 15 januari  | Örnsköldsvik   | Sverige  | Finland  | 2 – 2                    | Träningsmatch     |
| 16 januari  | Husum          | Sverige  | Finland  | 1 – 4                    | Träningsmatch     |
| 3 mars      | Solna          | Sverige  | Tyskland | 6 – 3                    | Träningsmatch     |
| 5 mars      | Skärholmen     | Sverige  | Kanada   | 0 – 3                    | Träningsmatch     |
| 6 mars      | Upplands Väsby | Sverige  | Kanada   | 1 – 7                    | Träningsmatch     |
| 8 mars      | Vanda          | Kina     | Sverige  | 1 – 3                    | VM 1999           |
| 9 mars      | Vanda          | Sverige  | USA      | 0 – 11                   | VM 1999           |
| 11 mars     | Esbo           | Ryssland | Sverige  | 0 – 7                    | VM 1999           |
| 13 mars     | Esbo           | Sverige  | Kanada   | 1 – 4                    | VM 1999           |
| 14 mars     | Esbo           | Finland  | Sverige  | 8 – 2                    | VM 1999           |
| 28 december | Lake Placid    | USA      | Sverige  | 3 – 1                    | Träningsturnering |
| 29 december | Lake Placid    | Sverige  | Ryssland | 5 – 4, efter förlängning | Träningsturnering |
| 31 december | Lake Placid    | USA      | Sverige  | 9 – 1                    | Träningsturnering |